# عمر بلباي
عمر شريف بلباي (بالفرنسية: Omar Belbey)‏ لاعب كرة قدم جزائري يلعب في مركز خط الوسط، ولد في 7 أكتوبر 1973 بروان.

## المسيرة الكروية
- 1993-1995 : نادي روان -  فرنسا
- 1995-2000 : نادي نيم -  فرنسا
- 2000-2002 : نادي مونبلييه -  فرنسا
- 2003-2004 : نادي Wasquehal -  فرنسا
- 2006-2008 : نادي Lunel -  فرنسا

## إنجازات اللاعب
- وصيف بطل كأس فرنسا 1995 مع نادي نيم حيث خسر النهائي 1-2 أمام نادي أوكسير وسجل هدف الخاسر مهاجمه الفرنسي الجزائري الأصل علي رمضان

## روابط خارجية
- عمر بلباي على موقع قاعدة بيانات كرة القدم.إي يو (الإنجليزية)
- عمر بلباي على موقع ناشيونال فوتبول تيمز (الإنجليزية)